# Kościół Wniebowzięcia Maryi Panny w Moście
Kościół Wniebowzięcia Maryi Panny (cz. Kostel Nanebevzetí Panny Marie) – rzymskokatolicka świątynia znajdująca się w czeskim mieście Most.

## Historia

### Budowa kościoła
Kościół powstał po pożarze miasta w 1515. Budowę rozpoczęto w 1517, w tym samym miejscu, co stała poprzednia świątynia. Projekt kościoła sporządził Jakub Heilmann ze Schweinfurtu. Prace trwały do początku XVII wieku. W drugiej ćwierci XVIII wieku w prezbiterium zainstalowano monumentalny ołtarz główny.

### Proces przeniesienia kościoła
Z powodu potrzeby zwiększenia obszaru kopalnianego, podjęto decyzję o likwidacji Starego Miasta, na którego terenie znajdował się kościół. W 1975 kościół przeniesiono na teren obok barokowego szpitala z gotyckim kościołem św. Ducha. Przemieszczenie odbyło się poprzez podłożenie pod posadzkę kościoła szyn, a następnie przesunięcie go na nich z prędkością 2,16 centymetra na minutę. Transport trwał 646 godzin, kościół przemieszczono o 841,1 metra i usadowiono na nowych fundamentach. Proces przeniesienia kościoła figuruje w księdze rekordów Guinnessa jako najcięższa rzecz przemieszczona koleją (waga kościoła wynosiła wtedy 12 000 ton). 

### Po przenosinach
Po przemieszczeniu świątyni trwały prace konserwatorskie, wzniesiono wieżę, której nie udało się przetransportować. Kościół otwarto 4 listopada 1988, a uroczysta konsekracja odbyła się w dniach 19 i 20 czerwca 1993 roku. 1 lipca 2010 kościół wpisano na listę zabytków.

## Architektura i wyposażenie
Świątynia gotycka, trójnawowa. W północną fasadę wbudowana jest wieża. Barokowy ołtarz główny pochodzi z II ćwierci XVIII wieku. Emporę nad wejściem głównym zdobią organy.

### Dzwony
Na wieży kościoła zawieszone są 2 dzwony: mniejszy z 1586 i większy z 1593, ważący 3,2 tony. Prócz tego znajdują się tam dwa dzwony cymbałowe, przy czym jeden z nich pochodzi z 1596 roku. Ze względu na stan techniczny wieży dzwony używane są jedynie w większe uroczystości.